# إريك كرول
إريك كرول (بالإنجليزية: Eric Kroll)‏ هو مصور أمريكي، ولد في 23 أكتوبر 1946 في نيويورك في الولايات المتحدة.